# جو گریسون
جو گریسون (انگلیسی: Joe Grayson؛ زادهٔ ۲۶ مارس ۱۹۹۹) بازیکن فوتبال است.
از باشگاه‌هایی که در آن بازی کرده‌است می‌توان به باشگاه فوتبال بلکبرن روورز اشاره کرد.